# Roberto Pruzzo
Roberto Pruzzo (1. duben 1955, Crocefieschi, Itálie) je bývalý italský fotbalový útočník, trenér a sportovní manažer.

## Kariéra
Vyrůstal v mládežnickém týmu v Janově. Zde odehrál své první zápasy za dospělé v nejvyšší lize. V sezoně 1975/76 se stal nejlepším střelcem ve druhé lize a pomohl klubu se po dvou letech opět vrátit do nejvyšší ligy. Za Grifony odehrál v pěti sezonách celkem 161 utkání a vstřelil 67 branek. Byl jedním z nejplodnějších útočníků klubu všech dob, jen Milito má lepší střelecký průměr.
V roce 1978 byl prodán za 3 miliardy lir + Bruno Conti (na hostování). Za vlky hrál 10 sezon a stal se v klubu velkým střelcem. Stal se tři krát nejlepší střelcem ligy (1980/81, 1981/82, 1985/86), jednou s nimi získal titul 1982/83 a jednou hrál finále poháru PMEZ 1983/84. Italský pohár zvedl nad hlavou čtyři krát (1979/80, 1980/81, 1983/84, 1985/86). Se 106 brankami byl dlouho nejlepším střelcem Říma, až jej v sezoně 2004/05 překonal Totti.
V roce 1989 se rozhodl opustit vlky a odešel hrát do Fiorentiny. Odehrál zde jednu sezonu a ukončil kariéru.
Za reprezentaci odehrál jen šest utkání. První zápas odehrál 23. září 1978 proti Turecku (1:0). Byl na ME 1980, ale neodehrál žádné utkání.
Po fotbalové kariéře se stal trenérem. Nejvýše působil v druholigovém Palermu v sezoně 2002/03. V roce 2009 ukončil trenérskou kariérou a začal se věnovat jako sportovní manažer. V roce 2017 působil v Comě.

## Hráčská statistika
| Sezóna  | Klub       | Liga    | Liga   | Liga | Ligové poháry | Ligové poháry | Ligové poháry | Kontinentální poháry | Kontinentální poháry | Kontinentální poháry | Celkem | Celkem |
| Sezóna  | Klub       | Soutěž  | Zápasy | Góly | Soutěž        | Zápasy        | Góly          | Soutěž               | Zápasy               | Góly                 | Zápasy | Góly   |
| ------- | ---------- | ------- | ------ | ---- | ------------- | ------------- | ------------- | -------------------- | -------------------- | -------------------- | ------ | ------ |
| 1973/74 | Janov      | Serie A | 19     | 0    | IP            | 0             | 0             | -                    | 0                    | 0                    | 19     | 0      |
| 1974/75 | Janov      | Serie B | 33     | 12   | IP            | 4             | 1             | -                    | 0                    | 0                    | 37     | 13     |
| 1975/76 | Janov      | Serie B | 32     | 18   | IP            | 6             | 2             | -                    | 0                    | 0                    | 38     | 20     |
| 1976/77 | Janov      | Serie A | 30     | 18   | IP            | 4             | 5             | -                    | 0                    | 0                    | 34     | 23     |
| 1977/78 | Janov      | Serie A | 29     | 9    | IP            | 4             | 2             | -                    | 0                    | 0                    | 33     | 11     |
| 1978/79 | Řím        | Serie A | 29     | 9    | IP            | 4             | 3             | -                    | 0                    | 0                    | 33     | 12     |
| 1979/80 | Řím        | Serie A | 28     | 12   | IP            | 9             | 6             | -                    | 0                    | 0                    | 37     | 18     |
| 1980/81 | Řím        | Serie A | 28     | 18   | IP            | 3             | 0             | PVP                  | 2                    | 1                    | 33     | 19     |
| 1981/82 | Řím        | Serie A | 26     | 15   | IP            | 1             | 0             | PVP                  | 4                    | 2                    | 31     | 17     |
| 1982/83 | Řím        | Serie A | 27     | 12   | IP            | 5             | 7             | UEFA                 | 7                    | 3                    | 39     | 22     |
| 1983/84 | Řím        | Serie A | 27     | 8    | IP            | 9             | 2             | PMEZ                 | 7                    | 5                    | 43     | 15     |
| 1984/85 | Řím        | Serie A | 21     | 8    | IP            | 2             | 1             | PVP                  | 5                    | 1                    | 28     | 10     |
| 1985/86 | Řím        | Serie A | 24     | 19   | IP            | 9             | 1             | -                    | 0                    | 0                    | 33     | 20     |
| 1986/87 | Řím        | Serie A | 19     | 4    | IP            | 2             | 0             | PVP                  | 2                    | 0                    | 23     | 4      |
| 1987/88 | Řím        | Serie A | 11     | 1    | IP            | 3             | 0             | -                    | 0                    | 0                    | 14     | 1      |
| 1988/89 | Fiorentina | Serie A | 14     | 1    | IP            | 2             | 0             | -                    | 0                    | 0                    | 16     | 1      |
| Celkem  | Celkem     | Celkem  | 397    | 164  | -             | 67            | 30            | -                    | 27                   | 12                   | 491    | 206    |

## Hráčské úspěchy

### Klubové
- 1× vítěz 1. italské ligy (1982/83)
- 1× vítěz 2. italské ligy (1975/76)
- 4× vítěz italského poháru (1979/80, 1980/81, 1983/84, 1985/86)

### Reprezentační
- 1× na ME (1980)

### Individuální
- 3x nejlepší střelec v italské ligy (1980/81, 1981/82, 1985/86)
- 1x nejlepší střelec v 2. italské ligy (1975/76)
- člen síňe slávy Říma (2012)[3]